# Synanceiidae
Famille
Les Synanceiidae sont une famille de poissons de l'ordre des Scorpaeniformes, comprenant notamment le poisson-pierre.

## Systématique
Cette famille n'est pas reconnue par ITIS qui place ces genres dans la famille des Scorpaenidae, mais est reconnue par FishBase et WoRMS.

## Description et caractéristiques
Ce sont des poissons redoutablement bien camouflés, souvent parfaitement invisibles sur le substrat adéquat. Ils attendent immobiles qu'une proie passe à proximité pour se jeter dessus à une vitesse impressionnante. Les rayons de leurs nageoires sont extrêmement venimeux, et peuvent être dangereux pour l'Homme.

## Liste des genres
Selon World Register of Marine Species (13 mai 2014) :
- sous-famille Choridactylinae Kaup, 1859
  - genre Choridactylus Richardson, 1848 -- 4 espèces
  - genre Inimicus Jordan & Starks, 1904 -- 10 espèces
- sous-famille Minoinae Jordan & Starks, 1904
  - genre Minous Cuvier, 1829 -- 12 espèces
- sous-famille Synanceiinae Swainson, 1839
  - genre Dampierosa Whitley, 1932 (genre vidé au profit de Erosa)
  - genre Erosa Swainson, 1839 -- 2 espèces
  - genre Leptosynanceia Bleeker, 1874 -- 1 espèce
  - genre Pseudosynanceia Day, 1875 -- 1 espèce
  - genre Synanceia Bloch & Schneider, 1801 -- 5 espèces
  - genre Trachicephalus Swainson, 1839 -- 1 espèce

## Galerie

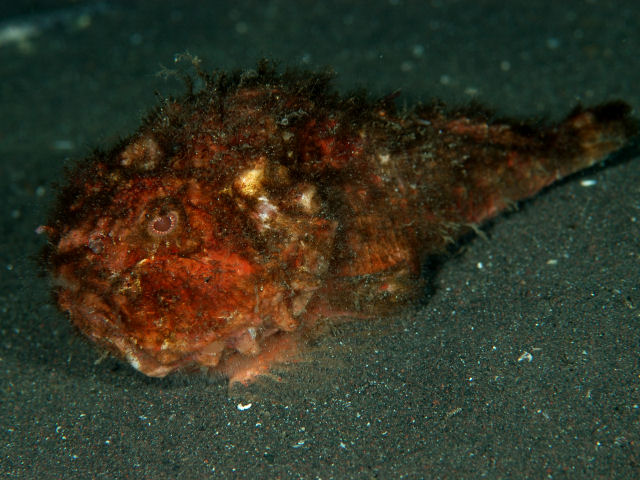
Erosa erosa.
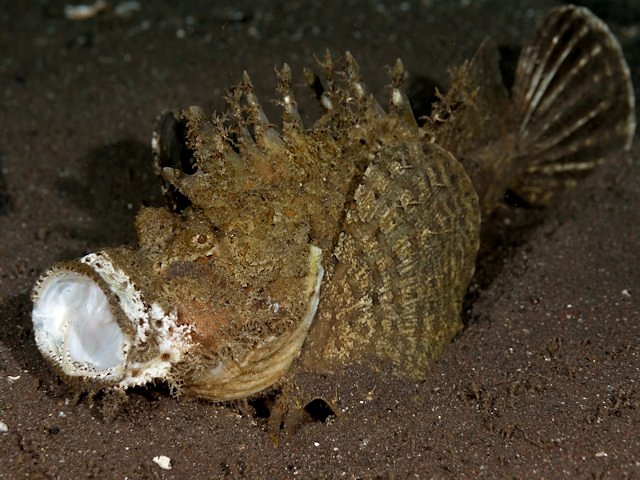
Inimicus japonicus.
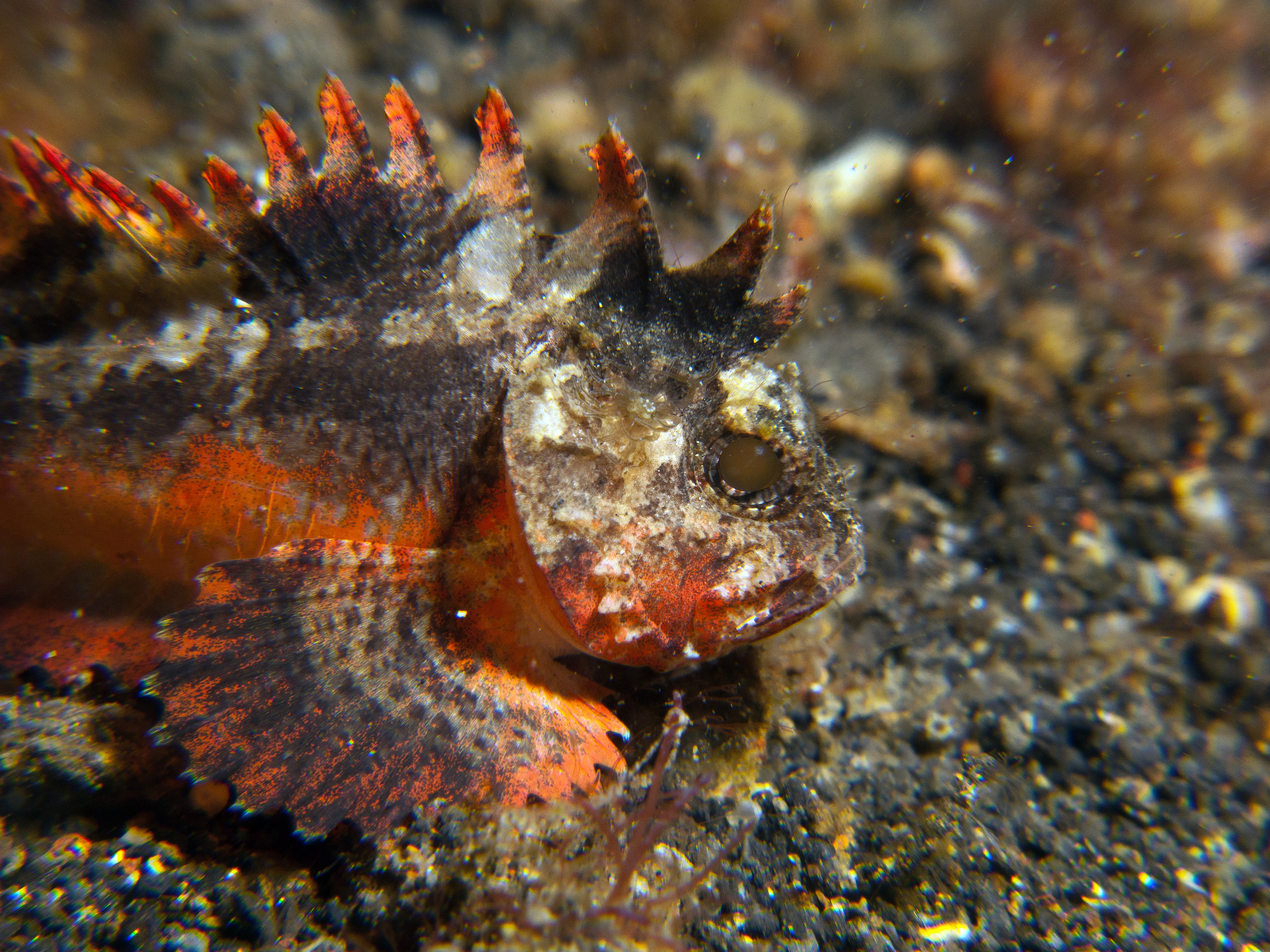
Minous pictus.
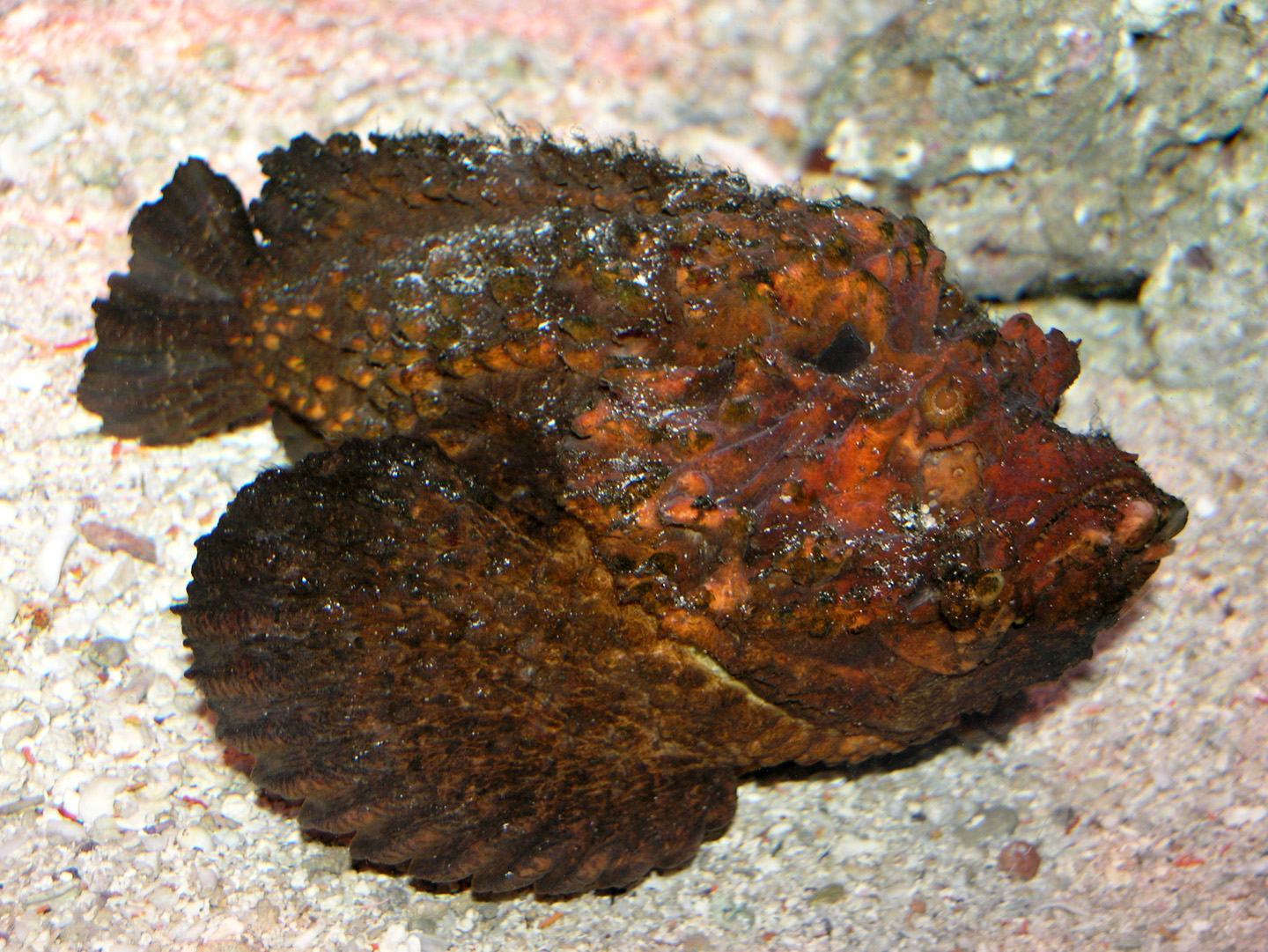
Synanceia verrucosa.